# Vilovo, Srbija
Vilovo (izvirno srbsko Вилово) je naselje v Srbiji, ki upravno spada pod Občino Titel; slednja pa je del Južnobačkega upravnega okraja.

## Demografija
V naselju živi 824 polnoletnih prebivalcev, pri čemer je njihova povprečna starost 36,9 let (35,8 pri moških in 38,0 pri ženskah). Naselje ima 345 gospodinjstev, pri čemer je povprečno število članov na gospodinjstvo 3,20.
To naselje je, glede na rezultate popisa iz leta 2002, v glavnem srbsko.
|  |

| Demografija | Demografija     | Demografija     |
| Leto        | Št. prebivalcev | Št. prebivalcev |
| ----------- | --------------- | --------------- |
|             |                 |                 |
|             |                 |                 |
|             |                 |                 |
|             |                 |                 |
| 1948        | 1221            |                 |
| 1953        | 1218            |                 |
| 1961        | 1154            |                 |
| 1971        | 1169            |                 |
| 1981        | 1089            |                 |
| 1991        | 1077            | 1057            |
| 2002        | 1172            | 1103            |
|             |                 |                 |

| Etnična sestava po popisu iz leta 2002 | Etnična sestava po popisu iz leta 2002 | Etnična sestava po popisu iz leta 2002 | Etnična sestava po popisu iz leta 2002 | Etnična sestava po popisu iz leta 2002 |
| -------------------------------------- | -------------------------------------- | -------------------------------------- | -------------------------------------- | -------------------------------------- |
| Srbi                                   | Srbi                                   |                                        | 985                                    | 89,30%                                 |
| Madžari                                | Madžari                                |                                        | 42                                     | 3,80%                                  |
| Romi                                   | Romi                                   |                                        | 39                                     | 3,53%                                  |
| Jugoslovani                            | Jugoslovani                            |                                        | 13                                     | 1,17%                                  |
| Hrvati                                 | Hrvati                                 |                                        | 3                                      | 0,27%                                  |
| Slovenci                               | Slovenci                               |                                        | 2                                      | 0,18%                                  |
| Slovaki                                | Slovaki                                |                                        | 2                                      | 0,18%                                  |
| Črnogorci                              | Črnogorci                              |                                        | 1                                      | 0,09%                                  |
| Albanci                                | Albanci                                |                                        | 1                                      | 0,09%                                  |
| Neznano                                | Neznano                                |                                        | 1                                      | 0,09%                                  |